# João Havelange
Jean-Marie Faustin Goedefroid de Havelange (født 8. maj 1916 i Rio de Janeiro, død 16. august 2016 i Rio de Janeiro), sædvanligvis kendt som João Havelange, var præsident for FIFA fra 1974 til 1998. Han efterfulgte Sir Stanley Rous og blev efterfulgt af Joseph Blatter. João Havelange var medlem af den Internationale Olympiske Komité fra 1963 til 2011. Da han forlod komiteen, var han det længst siddende aktive medlem.
João Havelange døde 100 år gammel i 2016.
FIFA erkendte 11. juli 2012, at Havelange var skyldig i korruption i sin embedsperiode.